# RPGamer
『RPGamer』（ロールプレイング・ゲーマー）は、国際通信社が2003年から2006年にかけて発行していた季刊のテーブルトークRPG (TRPG) 専門の雑誌。2003年3月に創刊された。3・6・9・12月に発行されていて、定価3150円と価格が非常に高いが、毎号ゲームが付録されているのが特徴である。
2006年9月のVol.15をもって休刊したが、記事の内容などは2007年に創刊された新雑誌『季刊R・P・G』に引継がれている。

## 概要
創刊号の序文によると、30代以上のテーブルトークRPGユーザーをターゲットにしているということで、読者がすでにテーブルトークRPGのベテランであることを前提としている。そのため雑誌の構成としてもプレイングのガイダンスなどの入門用記事は皆無で、コアでヘビーな記事が中心になっている。また、毎号テーマに沿った特集を組んでおり、往年の『RPGマガジン』と非常に似通った構成になっている。
後期はd20システムの熱心なサポートを行っており、d20システムの海外製品紹介やオリジナルシナリオなどの掲載も行っていた。『ダンジョンズ・アンド・ドラゴンズ』のサポートを行っていた『ゲームぎゃざ』誌が、2005年の『GAME JAPAN』誌へのリニューアルに際してTRPGへのサポートを縮小したことをきっかけに、『RPGamer』誌が『ダンジョンズ・アンド・ドラゴンズ』のユーザーを新規読者層として取り込むことにも成功している。
国際通信社はウォー・シミュレーションゲーム雑誌である『コマンドマガジン日本版』を出版しており、『RPGmer』の内容や体裁にはコマンドマガジン日本版の影響が垣間見える（雑誌を高額にして付録ゲームを毎号つけるのはウォー・シミュレーションゲーム雑誌では標準的な販売形態である）。

## サポートしたゲームシステム（五十音順）
- Aの魔法陣
- キャッスル・ファルケンシュタイン
- トラベラー
- ナイトメアハンター＝ディープ
- d20ファイティングファンタジー
- モンスターメーカーRPGレジェンド
- ルール・ザ・ワールド：ワイルド7
- カットスロート・プラネット

## 付録ゲームリスト
基本的には毎号の特集記事のテーマに添うものが付録ゲームに選ばれていた。下記リストを見れば分かるように、TRPG専門誌を銘打ってはいるが付録についてくるものはボードゲームがメインである。ただ、ボードゲームでも基本的にはTRPGと親和性が深いゲームが付録についてくるようになっていた。
アステロイド（Vol.1付録）
GDW社の宇宙探検ボードゲームを復刻
デスメイズ（Vol.2付録）
SPI社のダンジョン探索ゲームを復刻。デザインはグレッグ・コスティキャン。
蒸気幻想曲馬団（Vol.2付録）
国際通信社オリジナルゲーム。19世紀ヨーロッパを舞台としたスチームパンク・ファンタジー・ボードゲーム。
SOAP（Vol.3付録）
WingnutGames社のソープオペラRPGの翻訳。
死霊要塞1945（Vol.3付録）
ゾンビ兵士が溢れるナチス地下要塞に潜入し機密を奪取するというバイオハザードシリーズ風のボードゲーム。
バーバリアン･キングス（Vol.4付録）
SPI社のボードゲームを復刻。様々な種族や勢力を率いて大陸の覇権を争うファンタジーボードゲーム。
聖者の行進・キャッスル・ファルケンシュタイン（Vol.4付録）
『キャッスル・ファルケンシュタイン』のシナリオ。執筆は桂令夫。
メイデイ（Vol.5付録）
GDW社の宇宙戦ボードゲームを復刻。『トラベラー』のサプリメントにもなる。
双頭の獅子（Vol.6付録）
『モンスターメーカー』のボードゲーム。デザインは鈴木銀一郎が担当。
密林大冒険（Vol.6付録）
『キャッスル・ファルケンシュタイン』のシナリオ。
凶兆の九星座 - 〈喉斬り道化師〉の支離滅裂な妄言（Vol.7付録）
『ファイティング・ファンタジー』のオリジナル新作ゲームブック。総パラグラフ400。
バグアイドモンスター（Vol.8付録）
Westend GamesのB級SFウォー・シミュレーションゲーム。デザインはグレッグ・コスティキャン。
ダークネビュラ（Vol.9付録）
GDW社の星間戦争シミュレーションゲームを復刻。『トラベラー』のサプリメントにもなる。
ファイティング・ダンジョン（Vol.10付録）
ダンジョンを舞台にしたバトルを描くボードゲーム。オリジナル新作。デザインは藤浪智之。
ロータスシティ（Vol.11付録）
芝村裕吏デザインによるオリジナルTRPG。GMの事前準備ゼロで遊べることをテーマにデザインされている。
芝居遊戯・水戸黄門（Vol.12付録）
国際通信社オリジナルゲーム。TV時代劇の再現を目的としたTRPG。
アボルダージュ!!（Vol.13付録）
海賊船による接舷戦闘（アボルダージュ）を再現したボードゲーム。システムはVol.10付録の「ファイティング・ダンジョン」と同等のものを使用。
シーボイガンを喰った怪獣（Vol.14付録）
SPI社の怪獣退治ボードゲームを復刻。
城壁（Vol.15付録）
城壁の模型を作ることができるペーパークラフト。モンスターメーカーレジェンドでそのまま使用できる。